# Герб комуни Турсбю
Герб комуни Турсбю (швед. Torsby kommunvapen) — символ шведської адміністративно-територіальної одиниці місцевого самоврядування комуни Турсбю. 

## Історія
Герб ландскомуни Фриксенде отримав королівське затвердження 1966 року. Наступного року цей символ перейшов до новоствореної ландскомуни Турсбю.
Після адміністративно-територіальної реформи, проведеної в Швеції на початку 1970-х років, муніципальні герби стали використовуватися лишень комунами. Цей герб 1974 року був перебраний для нової комуни Турсбю.
Герб комуни офіційно зареєстровано 1978 року.

## Опис (блазон)
У срібному полі з синім бордюром такі ж човен, а над ним —  два покладені навхрест весла, лопатками вгору. 

## Зміст
Сюжет для герба взято з печатки герада (територіальної сотні) Фриксдаль за 1638 року.